# 2015年江苏暴雨
2015江苏暴雨指的是2015年梅雨期间，江苏省连续强降雨，造成洪涝灾害。南京市2015年6月总降水量超过历史极值，多地水位上涨，超过警戒水位或历史最高水位。

## 过程
2015年6月24日起，江苏多地连续发生强降雨。
2015年6月26日19时33分，江苏省发布暴雨蓝色预警信号，随后在27日03时34分和8时55分更改或维持暴雨橙色预警信号。南京、常州、扬州等城市发布了暴雨红色预警信号。
2015年6月27日9时30分，江苏省启动暴雨Ⅲ级应急响应。

## 雨情
截止6月27日14时，南京市主城区平均降雨181毫米，其中鼓楼区达到190毫米。

## 汛情
截止6月27日12时30分，大运河(外河)钟楼闸站(上)水位达5.98米，超过警戒水位1.68米，比1991年历史最高水位高0.46米。南京全流域内河、湖泊水位仍全面上涨，玄武湖逼近警戒线，内河和长江水位已达警戒线。

## 影响
暴雨造成南京市区内多处道路塌陷，树木倒塌。